# Harm Tiesing
Harm Tiesing (Borger, 13 maart 1853 – Borger, 22 oktober 1936) was een Drents volksschrijver. In Borger staat sinds 1976 een standbeeld van Harm Tiesing van de hand van Geert Santing.

## Levensloop
Harm Tiesing werd geboren op 13 maart 1853 als zoon van Jan Tiesing en Aaltien Goedkoop. Hij groeide op in armelijke omstandigheden en moest al jong aan het werk als boerenarbeider. Later kreeg hij een eigen keuterboerderijtje. Hij trouwde op 24 mei 1884 te Borger met Aaltje Rossing.

Door zelfstudie wist Tiesing zich te ontwikkelen. Hij vervulde tal van kerkelijke en maatschappelijke functies in Borger. Van 1897 tot 1910 was hij er gemeenteraadslid. Politiek gezien behoorde hij aanvankelijk tot de vrijzinnig democraten, maar hij maakte later de overstap naar de oud-liberalen van de Liberale Unie. Tiesing overleed op 22 oktober 1936 op 83-jarige leeftijd in zijn woonplaats Borger. De historische vereniging in Borger is naar hem genoemd.

## Het literaire werk van Tiesing
Als schrijver heeft Tiesing meer dan duizend publicaties op zijn naam staan in diverse bladen, kranten en tijdschriften, onder andere in de Nieuwe Drentse Volksalmanak en de Nieuwe Provinciale Drentsche en Asser Courant.

### Feuilletons (waarvan enkele in boekvorm zijn verschenen)
Als zijn belangrijkste werk gelden de in feuilletonvorm verschenen verhalen. Drie ervan zijn ook in boekvorm verschenen, t.w.
- Marthao Ledeng, de bloem van ’t daarp (feuilleton 1892 - 1893)
- Over de Hunse, ’n vertelling veur ’t Drèèntsche volk (feuilleton 1901 - 1902)
- Zien broed verloren (feuilleton 1902 - 1904)

### Gedichten
Enkele voorbeelden van de door hem gepubliceerde gedichten:
- Het Börgerder paoschvuur
- Van Börger naor Roldermarkt
- Boerendrukte uit den ouden tijd

### Drentstalige dorpsschetsen
- De aole scheper
- Loon nao waarken of die te laot komp, hef zien recht verspeuld
- Roldermaarkt
- Wilm Wever
- Oet aolde en neie tieden
- De seg

Tiesing schreef daarnaast ook enkele toneelstukken en was correspondent van (landelijke) bladen.
Hij was typisch een broodschrijver; feitelijk ook (een moderne!) landbouwer, maar liever verwijlend in hogere sferen.
Na zijn dood verscheen er in 1943 een door prof. dr. C. H. Edelman samengestelde bundel met de titel Landbouw en Volksleven in Drenthe. Dit bekende werk wordt wel de Bijbel van Tiesing genoemd.
Ter gelegenheid van de herdenking van zijn 150e geboortedag in 2003 verscheen Harm Tiesing - Uit en over Drenthe, dat op 1 november van dat jaar werd gepresenteerd op de jaarlijkse Harm Tiesingdag te Borger.
Het boek bevat beschouwingen en verhalen van zijn hand over het volksleven in de provincie Drenthe gedurende de 19e eeuw en begin der 20e eeuw.
Tiesing putte uit de overlevering, de bestaande literatuur en vooral uit zijn eigen waarneming.
Hij schreef over het sociale leven in zijn tijd: over zaken als bijgeloof, over het boerenleven en over tal van andere volkskundige onderwerpen.
- International Standard Name Identifier: 0000 0003 9809 3251
- Nederlandse Thesaurus van Auteursnamen: 069163243
- Virtual International Authority File: 193258391
- WorldCat: E39PBJkD9TYh6FJ9Dm8gBRrwmd